# العلاقات الباربادوسية المولدوفية
العلاقات الباربادوسية المولدوفية هي العلاقات الثنائية التي تجمع بين باربادوس ومولدوفا.

## مقارنة بين البلدين
هذه مقارنة عامة ومرجعية للدولتين:
| وجه المقارنة                                              | باربادوس       | مولدوفا                           |
| --------------------------------------------------------- | -------------- | --------------------------------- |
| المساحة (كم2)                                             | 439            | 33.85 ألف                         |
| عدد السكان (نسمة)                                         | 285.72 ألف     | 2.55 مليون                        |
| الكثافة السكانية (ن./كم²)                                 | 65.08 ألف      | 75.33                             |
| العاصمة                                                   | بريدج تاون     | كيشيناو                           |
| اللغة الرسمية                                             | لغة إنجليزية   | اللغة المولدوفية، اللغة الرومانية |
| العملة                                                    | دولار بربادوسي | ليو مولدوفي                       |
| الناتج المحلي الإجمالي (بليون دولار)                      | 4.80 مليار     | 8.13 مليار                        |
| الناتج المحلي الإجمالي (تعادل القوة الشرائية) بليون دولار | 4.66 مليار     | 17.94 مليار                       |
| الناتج المحلي الإجمالي الاسمي للفرد دولار أمريكي          | 15.43 ألف      | 3.65 ألف                          |
| الناتج المحلي الإجمالي للفرد دولار أمريكي                 | 16.06 ألف      | 4.98 ألف                          |
| مؤشر التنمية البشرية                                      | 0.795          | 0.693                             |
| رمز المكالمات الدولي                                      | +1246          | +373                              |
| رمز الإنترنت                                              | .bb            | .md                               |
| المنطقة الزمنية                                           | 00             | ت ع م+02:00، ت ع م+03:00          |

## منظمات دولية مشتركة
يشترك البلدان في عضوية مجموعة من المنظمات الدولية، منها:
| علم المنظمة | اسم المنظمة                               | تاريخ انضمام باربادوس | تاريخ انضمام مولدوفا |
| ----------- | ----------------------------------------- | --------------------- | -------------------- |
|             | مؤسسة التنمية الدولية                     | 29 سبتمبر 1999        | 14 يونيو 1994        |
|             | يونسكو                                    | 24 أكتوبر 1968        | 27 مايو 1992         |
|             | وكالة ضمان الاستثمار متعدد الأطراف        | 12 أبريل 1988         | 9 يونيو 1993         |
|             | الأمم المتحدة                             | 9 ديسمبر 1966         | 2 مارس 1992          |
|             | الاتحاد البريدي العالمي                   | ?                     | ?                    |
|             | البنك الدولي للإنشاء والتعمير             | 12 سبتمبر 1974        | 12 أغسطس 1992        |
|             | الاتحاد الدولي للاتصالات                  | 16 أغسطس 1967         | 20 أكتوبر 1992       |
|             | منظمة حظر الأسلحة الكيميائية              | ?                     | ?                    |
|             | مؤسسة التمويل الدولية                     | 25 يونيو 1980         | 10 مارس 1995         |
|             | المركز الدولي لتسوية المنازعات الاستشارية | 1 ديسمبر 1983         | 4 يونيو 2011         |
|             | منظمة التجارة العالمية                    | ?                     | ?                    |
|             | منظمة الشرطة الجنائية الدولية             | ?                     | ?                    |

## وصلات خارجية
- موقع وزارة الخارجية الباربادوسية
- موقع وزارة الخارجية المولدوفية